# C9 (tunnelbanevagn)
C9 var en vagn i Stockholms tunnelbana tillverkad i 20 exemplar åren 1976–1977 av ASEA och Hägglunds. Vagnarna tillverkades för blå linjen. Vagnstypen kom till skillnad från föregångaren C8 mer att likna C7. Likt C7 fick C9 steglöst tyristorpådrag. Till skillnad mot C6–C8 fick C9 kraftfullare motorer med högre effekt samt en högre tillåten hastighet på 90 km/h. C9 blev även något tyngre än föregångarna med sin tjänstevikt på 25 ton. C9 levererades precis som C8 redan från början i den så kallade "Bernadotteblå" målningen (se C8). C9 kom under hela sin livslängd enbart att trafikera blå linjen. C9 kom att överleva C7 och C8. Vagnstypen fasades ut under 2009 och är numera skrotad. En vagn, 2873, fanns dock kvar som övningsvagn vid brandförsvarets övningsområde i Ågesta. Men år 2021 skrotades även denna vagn och ersattes av två vagnar av den något äldre typen C6, som nyligen börjat fasas ut i samband med leveranserna av C30. C9 var liksom C6–C8 multipelkörbar med C6–C9, C13–C15.

## C19-projektet
Under slutet på 90-talet och början på 2000-talet var det tänkt att C7, C9, C14 och C15 skulle byggas om till C19 med inredning liknande den i C20, målning liknande C20 och skulle även bli samkörbara med C17 och C18. Detta projekt minskades i omfattning till att resultera bara i uppfräschade inredning samt varningssignaler för dörrarna av liknande typ som C20 och C7 kom att skrotas istället för att byggas om. Dock fick C9 aldrig några varningssignaler.

## C9 året 2005
1/1 2005 fanns 20 st C9:or i trafik, C9 2863, C9 2864, C9 2865, C9 2866, C9 2867, C9 2868, C9 2869, C9 2870, C9 2871, C9 2872, C9 2873, C9 2874, C9 2875, C9 2876, C9 2877, C9 2878, C9 2879, C9 2880, C9 2881 och C9 2882.

## Trycka källor
- Diehl, Ulf och Nilsson, Lennart (1996). Lok & vagnar 1. Stenvalls. ISBN 91-7266-137-2
- Diehl, Ulf och Nilsson, Lennart (2003). Svenska Lok & motorvagnar 2003. Förlagsstallet HB Göteborg. ISBN 91-85098-98-1
- Diehl, Ulf och Nilsson, Lennart (2009). Svenska Lok & motorvagnar med personvagnar 2009. Förlagsstallet HB Göteborg. ISBN 978-918519504-6
- Alfredsson, Björn och Berndt, Roland samt Harlén, Hans (2000). Stockholm Under 50 år – 100 stationer. Brombergs. ISBN 91-7608-832-4

## Webbkällor
- Svenska spårvägssällskapet